# Euneomys fossor
El ratón chinchilla de madriguera (Euneomys fossor) es una especie de roedor del género Euneomys de la familia Cricetidae. Habita en el noroeste del Cono Sur de Sudamérica.

## Taxonomía
Esta especie fue descrita originalmente en el año 1899 por el zoólogo británico Oldfield Thomas. No posee subespecies.

## Distribución geográfica y hábitat
Este roedor es endémico de la provincia de Salta en el noroeste de la Argentina. Es una especie muy poco conocida. Solo se han capturado los ejemplares tipo, en una localidad que posee sabanas secas, matorrales y bosques chaqueños semiáridos, sin embargo podría no haberse colectado allí, ya que no es el ambiente característico del género. 

## Conservación
Según la organización internacional dedicada a la conservación de los recursos naturales Unión Internacional para la Conservación de la Naturaleza (IUCN), al haber muy poca información sobre su distribución, población total y sus requisitos ecológicos, la clasificó como una especie con: “Datos insuficientes” en su obra: Lista Roja de Especies Amenazadas.